# セザール・ド・ブルボン (ヴァンドーム公)
セザール・ド・ブルボン＝ヴァンドーム（César de Bourbon-Vendôme, 1594年6月3日 - 1665年10月22日）は、ブルボン朝フランスの貴族。

## 生涯

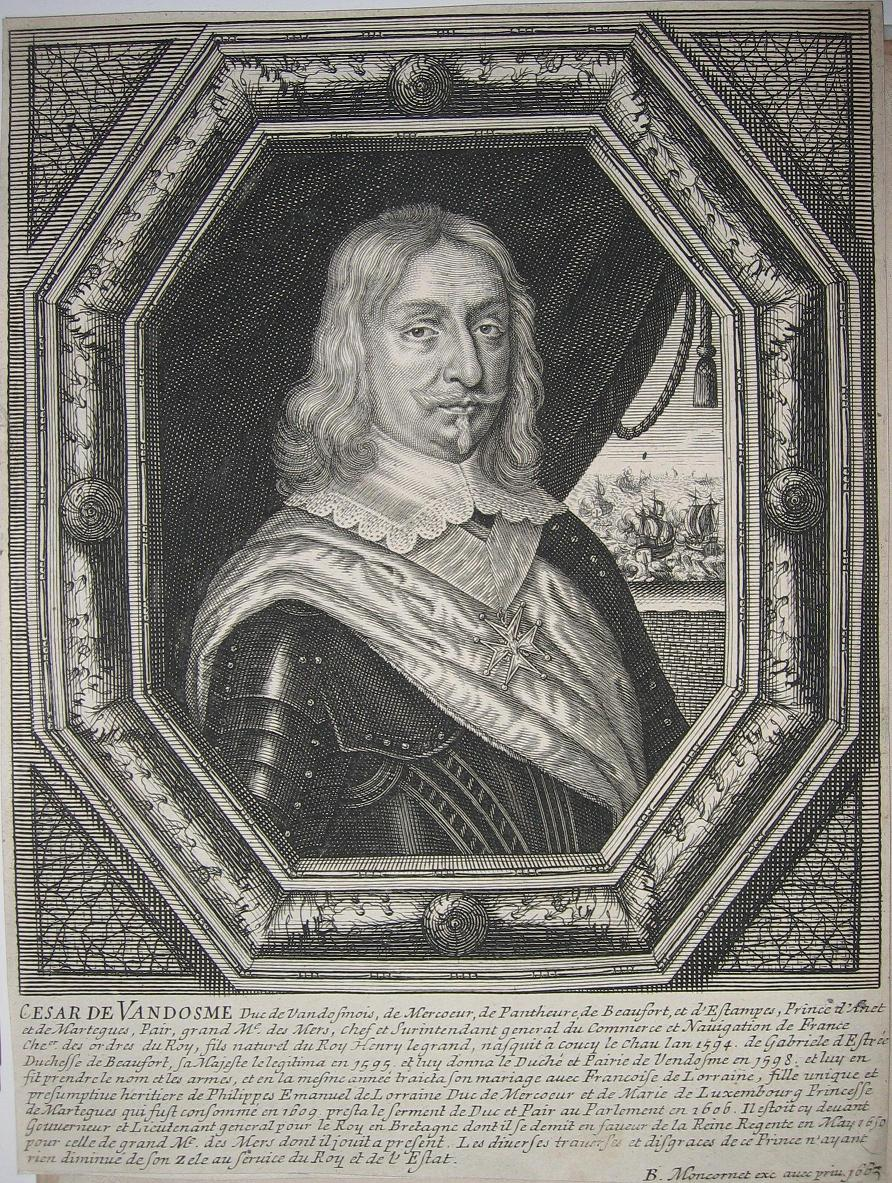
ヴァンドーム公セザール

アンリ4世と愛妾ガブリエル・デストレの長男として、クシー城で誕生した。1595年に認知され、1598年にヴァンドーム公位を授けられた。1599年に母ガブリエルが急死すると、母からボーフォール公位とエタンプ公位を継承した。
1608年7月16日、フォンテーヌブロー宮殿で、富裕で知られたメルクール及びパンティエーヴル公家相続人のフランソワーズと結婚。3子をもうけた。
- ルイ2世（1612年 - 1669年） - ヴァンドーム公
- フランソワ（1616年 - 1669年） - ボーフォール公
- エリザベート（1614年 - 1664年） - ヌムール公シャルル・アメデ妃

セザールは、人生の多くを継母で父の正妻マリー・ド・メディシスと異母弟ルイ13世との政争に費やした。リシュリューの失脚を狙うシャレー伯アンリ・ド・タレイラン＝ペリゴールの陰謀に加担したとみなされ、実弟アレクサンドル（シュヴァリエ・ド・ヴァンドーム）と共に1626年、ヴァンセンヌ城に幽閉された。4年後の1630年に釈放されるとオランダへ亡命した。
1632年にフランスへ戻り、次男のフランソワと共にリシュリューの後を継いだジュール・マザランに対する陰謀を企てた。が、再び亡命を図りイングランドへ逃亡し、1642年までイングランドに留まった。マザランの姪にあたるロール・マンチーニ（マンチーニ姉妹の長女）と長男ルイが結婚したことでマザランとの和解がなされ、フロンドの乱の際には王太后アンヌ・ドートリッシュを支えた。1651年に提督となった。1665年の死後、ルイがヴァンドーム公位を、フランソワがボーフォール公位をそれぞれ継いだ。
セザールの屋敷があった場所は後に買収され、ヴァンドーム広場として整備された。